# 客澳市
科尔斯超市（簡稱Coles）爲Coles集团旗下的澳洲超級市場，公司總部位於維州的墨爾本。
1914年创立与墨尔本，目前在澳大利亚全国有807家超市，包括一些更名为BI-LO Supermarkets的店面。科尔斯超市有超过10万名雇员，与Woolworths超級市場合计，共同占有超过80%的澳洲市场。

## 歷史
科尔斯超市是由喬治·詹姆士·寇斯（George James Coles）於1914年所設立。原名「Coles百貨商店」（Coles Store）。

## 市場占有率
科尔斯超市在澳洲的副食品方面佔有35%的份額，其主要競爭對手Woolworths超級市場擁有40%的市場占有率。